# Водне поло на літніх Олімпійських іграх 1932
Змагання з водного поло на літніх Олімпійських іграх 1932 в Лос-Анджелесі тривали з 4 до 13 серпня. 5 чоловічих збірних розіграли 1 комплект нагород.

## Медалісти
| Золото | Срібло | Бронза |
| Угорщина (HUN) Іштван Барта Дьордь Броді Олівер Халашші Мартон Хомоннаї Шандор Іваді Алайош Кешерю Френц Кешерю Янош Немет Міклош Шаркань Йожеф Вертеші | Німеччина (GER) Еміль Бенеке Отто Кордес Ганс Екштайн Фріц Ґюнст Еріх Радемахер Йоахім Радемахер Ганс Шульце Гайко Шварц | США (USA) Остін Клепп Філіп Даубенспек Чарлз Фінн Чарлз Мак-Калістер Воллі О'Коннор Кал Стронґ Герберт Вайлдмен Текс Робертсон |

## Результати
- 6 серпня

| Угорщина | 6 – 2 | Німеччина |

- 7 серпня

| США | 10 – 0 | Японія |

- 8 серпня

| Угорщина | 18 – 0 | Японія |

- 9 серпня

| США | 4 – 4 | Німеччина |

- 11 серпня

| Угорщина | 7 – 0 | США |

- 12 серпня

| Німеччина | 10 – 0 | Японія |

### Анульовані матчі
- 4 серпня

| Німеччина | 7 – 3 | Бразилія |

- 6 серпня

| США | 6 – 1 | Бразилія |

### Підсумкове положення
| Поз | Команда         | І | В | Н | П | ГЗ | ГП | РГ  | О |  |     | HUN (HUN) | GER (GER) | USA (USA) | JPN (JPN) | BRA (BRA) |
| --- | --------------- | - | - | - | - | -- | -- | --- | - |  | --- | --------- | --------- | --------- | --------- | --------- |
| 1   | Угорщина (HUN)  | 3 | 3 | 0 | 0 | 31 | 2  | +29 | 6 |  |     |           | 6–2       | 7–0       | 18–0      | n/p       |
| 2   | Німеччина (GER) | 3 | 1 | 1 | 1 | 16 | 10 | +6  | 3 |  |     | 2–6       |           | 4–4       | 10–0      | 7–3       |
| 3   | США (USA)       | 3 | 1 | 1 | 1 | 14 | 11 | +3  | 3 |  |     | 0–7       | 4–4       |           | 10–0      | 6–1       |
| 4   | Японія (JPN)    | 3 | 0 | 0 | 3 | 0  | 38 | −38 | 0 |  |     | 0–18      | 0–10      | 0–10      |           | n/p       |
| DSQ | Бразилія (BRA)  | 0 | 0 | 0 | 0 | 0  | 0  | 0   | 0 |  | n/p | 3–7       | 1–6       | n/p       |           |           |

1. ↑  Гравці збірної Бразилії після завершення матчу проти збірної Німеччини атакували арбітра Белу Ком'яді та інших функціонерів. Збірну заарештували в повному складі, дискваліфікували, а обидва її матчі анулювали[4].

## Країни-учасниці
Кожній країні дозволялося виставити збірну з 11 гравців, кожен з яких мав право на участь.
В Іграх взяв участь 41(*) гравець з 5 країн:
- Бразилія (BRA) (8)
- Німеччина (GER) (8)
- Угорщина (HUN) (10)
- Японія (JPN) (8)
- США (USA) (7)

(*) Нотатка: Враховано лише тих гравців, які взяли участь принаймні в одній грі.
Не всі резервні гравці знані.